# Tsholofelo Thipe
Tsholofelo Thipe (née Selemela le 9 décembre 1986 à Rustenburg) est une athlète sud-africaine. 

## Biographie
Tsholofelo Thipe remporte la médaille d'argent du relais 4 x 400 mètres aux Jeux africains de 2007 à Alger avec Estie Wittstock, Amanda Kotze et Tihanna Vorster. L'année suivante, elle est médaillée de bronze du relais 4 x 100 mètres aux Championnats d'Afrique à Addis-Abeba avec Isabel le Roux, Christine Ras et Geraldine Pillay.
Elle dispute deux éditions des Jeux olympiques, en 2008 et 2016 ; elle est à chaque fois éliminée en séries du 400 mètres.

## Palmarès
| Date | Compétition            | Lieu        | Résultat | Épreuve   | Performance   |
| ---- | ---------------------- | ----------- | -------- | --------- | ------------- |
| 2007 | Jeux africains         | Alger       | 2e       | 4 x 400 m | 3 min 33 s 62 |
| 2008 | Championnats d'Afrique | Addis-Abeba | 3e       | 4 x 100 m | 44 s 28       |